# Абациев, Николай Васильевич
Николай Васильевич Абациев (полная фамилия Мелехин-Абациев), 6 марта 1940, Москва — 28 октября 2024, Москва) — советский и российский спортсмен (шашки), тренер. Международный гроссмейстер, гроссмейстер СССР. Двукратный чемпион СССР по русским шашкам (1968, 1988, вместе с Михаилом Рахуновым). Разработал и внедрил систему жеребьёвки дебютов.
Среди учеников — гроссмейстеры Николай Макаров, Артём Горбатюк.
Николай Макаров в автобиографии написал: «В 17 лет я уже играл в силу мастера спорта и на одном из первенств России познакомился с моим нынешним тренером, заслуженным тренером России и главным тренером Вооружённых сил по шашкам, Николаем Васильевичем Абациевым, который обратил на меня внимание и предложил мне вступить в спортивный актив Вооружённых Сил. В 18 лет меня призвали в армию. Благодаря моим успехам по шашкам меня определили в спортивную роту при Одинцовском СКА РВСН. Тренер регулярно вызывал меня на соревнования и учебно-тренировочные сборы, что не могло не радовать. Тренироваться у выдающегося тренера и двукратного чемпиона СССР одно удовольствие. Из-за хороших результатов мне предложили остаться на сверхсрочную службу на должности спортсмена-инструктора по шашкам.»
Умер 28 октября 2024 года в Москве в возрасте 84 лет.

## Награды
Первый лауреат международной премии «Всемирный шашечный Оскар за выдающиеся заслуги и спортивные достижения в области шашек» (2007)